# Aspalathin
Aspalathin es un  C-vinculado a dihidrochalcona glucósido que se encuentra en el te de rooibos, un té de hierbas preparado de la planta sudafricana  de rooibos, Aspalathus linearis (Fabaceae).  Aspalathin ha mostrado propiedades antimutagénicos y antioxidantes.